# ヨルゲン・フランセン
ヨルゲン・フランセン（Jørgen Frandsen、1944年10月31日 - ）は、デンマークの元ハンドボール選手で、1972年夏季オリンピックと1976年夏季オリンピックに出場した。
彼は、IF Stadionでプレイした。1972年に、ハンドボールデンマーク代表で1972年のオリンピック大会に参加し13位だった。彼は3試合に出場し、1得点を決めた。四年後、1976年のオリンピック大会に参加し8位だった。彼は全6試合に出場し、2得点を決めた。